# Echiostachys
- Commons
- Wikispecies

Echiostachys é um gênero de plantas pertencente à família Boraginaceae.

## Espécies
Estão descritas três espécies:
- Echiostachys ecklonianus (H.Buek) Levyns
- Echiostachys incanus (Thunb.) Levyns
- Echiostachys spicatus (Burm.f.) Levyns